# Frankie Ballard
Pour les articles homonymes, voir Ballard.
Frankie Ballard, de son vrai nom Frank Robert Ballard IV, né le 16 décembre 1982 à Battle Creek au Michigan, est un chanteur de country américain.

## Discographie

### Album studio
- 2011 : Frankie Ballard
- 2014 : Sunshine & Whiskey

### Singles
- 2010 : Tell Me You Get Lonely
- 2011 : A Buncha Girls
- 2013 : Helluva Life
- 2014 : Sunshine & Whiskey
- 2015 : Young & Crazy
- 2015 : It All Started with a Beer